# Records de République dominicaine d'athlétisme

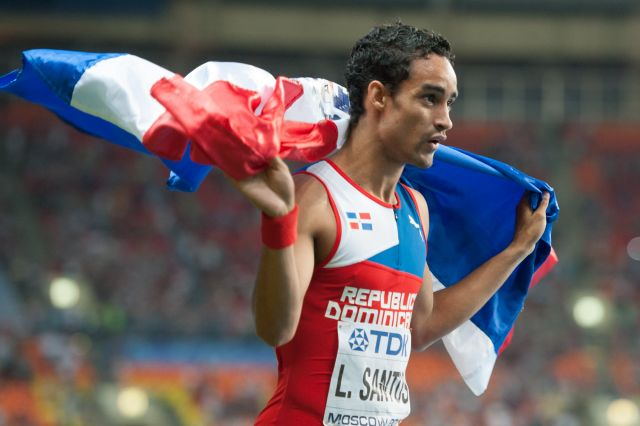
Luguelín Santos lors des championnats du monde 2013.

Les records de République dominicaine d'athlétisme sont les meilleures performances réalisées par des athlètes dominicains et homologuées par la Fédération dominicaine d'athlétisme (FDAA).
La FDAA fait partie des fédérations qui acceptent les records en salle comme records absolus, comme le record masculin du 3 000 mètres.

## Records de République dominicaine

### Hommes
| Épreuve              | Record | Athlète                                                                                   | Date              | Compétition                            | Lieu           | Réf.   |
| -------------------- | --- | ----------------------------------------------------------------------------------------- | ----------------- | -------------------------------------- | -------------- | ------ |
| 100 m                | 10 s 04 (+ 1,7 m/s) | José González                                                                             | 27 mai 2023       | Meeting National de la Martinique      | Fort-de-France | [ 2 ]  |
| 200 m                | 19 s 86 (+ 0,6 m/s) | Alexander Ogando                                                                          | 25 août 2024      | Mémorial Kamila Skolimowska            | Chorzów        | [ 3 ]  |
| 400 m                | 44 s 11 | Luguelín Santos                                                                           | 26 août 2015      | Championnats du monde                  | Pékin          | [ 4 ]  |
| 800 m                | 1 min 46 s 13 | Luis Peralta                                                                              | 15 mai 2021       | Pac-12                                 | Los Angeles    |        |
| 1 500 m              | 3 min 43 s 57 | Isidro Pimentel                                                                           | 30 mars 2002      | Stanford Invitational                  | Stanford       | [ 5 ]  |
| 3 000 m              | 8 min 24 s 03 | José Zayas                                                                                | 26 décembre 1999  | Holiday Classic                        | New York       | [ 7 ]  |
| 5 000 m              | 14 min 01 s 05 | Álvaro Abreu                                                                              | 17 avril 2021     |                                        | San Juan       |        |
| 10 000 m             | 30 min 25 s 51 | Domingo Batista                                                                           | 4 juillet 1988    |                                        | Puerto Ordaz   |        |
| Semi-marathon        | 1 h 3 min 30 s | Álvaro Abreu                                                                              | 25 septembre 2021 |                                        | Valley Cottage |        |
| Marathon             | 2 h 14 min 30 s | Álvaro Abreu                                                                              | 15 janvier 2023   | Marathon de Houston                    | Houston        |        |
| 110 m haies          | 13 s 61 | Modesto Castillo                                                                          | 16 juin 1984      |                                        | San Juan       |        |
| 400 m haies          | 47 s 25 | Félix Sánchez                                                                             | 29 août 2003      | Championnats du monde                  | Saint-Denis    | [ 8 ]  |
| 3 000 m steeple      | 8 min 38 s 0 | Álvaro Abreu                                                                              | 2 mars 2017       |                                        | San Germán     |        |
| Saut en hauteur      | 2,23 m | Julio Luciano                                                                             | 15 mai 1999       |                                        | La Havane      |        |
| Saut à la perche     | 5,10 m | Jorge Montes                                                                              | 27 juillet 2010   | Jeux d'Am. centrale et des Caraïbes    | Mayagüez       | [ 9 ]  |
| Saut en longueur     | 7,96 m (+0,9 m/s) | Carlos Jorge                                                                              | 8 juillet 2006    | Championnats NACAC des moins de 23 ans | Saint-Domingue | [ 10 ] |
| Triple saut          | 16,44 m (+0,9 m/s) | Juandel Bueno                                                                             | 1er avril 2023    | Felix Sánchez Classic                  | Saint-Domingue |        |
| Lancer du poids      | 16,86 m | Juan de la Cruz                                                                           | 10 avril 1986     |                                        | San Germán     |        |
| Lancer du disque     | 58,09 m | Juan Infante                                                                              | 9 juillet 2011    |                                        | Ponce          |        |
| Lancer du marteau    | 61,60 m | Andrés Polemir                                                                            | 26 mai 1984       |                                        | Saint-Domingue |        |
| Lancer du javelot    | 70,80 m | Daniel Alonzo                                                                             | 1er juin 1996     |                                        | Rondalla       |        |
| Décathlon            | 7 518 pts | José Miguel Paulino                                                                       | 17 mai 2017       | Juegos Militares                       | Saint-Domingue |        |
| Décathlon            | 10 s 85 (100 m), 7,14 m (longueur), 12,25 m (poids), 1,91 m (hauteur), 48 s 94 (400 m) / 14 s 97 (110 m haies), 36,60 m (disque), 4,20 m (perche), 58,85 m (javelot), 4 min 33 s 05 (1 500 m) |                                                                                           |                   |                                        |                |        |
| 20 km marche (route) | 1 h 27 min 08 s | Jorge Luis Méndez                                                                         | 20 mai 2017       | Juegos Militares                       | Saint-Domingue |        |
| 50 km marche (route) | |                                                                                           |                   |                                        |                |        |
| 4 × 100 m            | 38 s 52 | Equipe nationale Mayobanex de Óleo Yohandris Andújar Stanly del Carmen Yancarlos Martínez | 16 mai 2016       | Championnats ibéro-américains          | Rio de Janeiro | [ 11 ] |
| 4 × 400 m            | 3 min 0 s 15 | Équipe nationale Gustavo Cuesta Yon Soriano Juander Santos Luguelín Santos                | 29 août 2015      | Championnats du monde                  | Pékin          | [ 12 ] |

### Femmes
| Épreuve              | Record | Athlète                                                                           | Date             | Compétition                               | Lieu                       | Réf.   |
| -------------------- | --- | --------------------------------------------------------------------------------- | ---------------- | ----------------------------------------- | -------------------------- | ------ |
| 100 m                | 11 s 16 (+0,8 m/s) | Fiordaliza Cofil                                                                  | 24 juin 2022     | Championnats de la République dominicaine | Saint-Domingue             | [ 13 ] |
| 200 m                | 22 s 36 (+1,0 m/s) | Marileidy Paulino                                                                 | 25 juin 2022     | Championnats de la République dominicaine | Saint-Domingue             | [ 14 ] |
| 400 m                | 48 s 17 (OR) | Marileidy Paulino                                                                 | 9 août 2024      | Jeux Olympiques                           | Paris                      | [ 15 ] |
| 800 m                | 2 min 03 s 61 | Alexis Panisse                                                                    | 30 mai 2014      | Championnats NCAA région Est              | Jacksonville               | [ 17 ] |
| 1 500 m              | 4 min 18 s 72 | María Mancebo                                                                     | 12 mai 2012      | Ponce Grand Prix                          | Ponce                      | [ 18 ] |
| 3 000 m              | 9 min 25 s 60 | María Mancebo                                                                     | 14 mai 2014      | Ponce Grand Prix                          | Ponce                      | [ 19 ] |
| 5 000 m              | 16 min 22 s 28 | María Mancebo                                                                     | 11 avril 2014    | Justas de Atletismo                       | Ponce                      | [ 20 ] |
| 10 000 m             | 33 min 58 s 79 | Andreina de la Rosa                                                               | 17 juin 2017     |                                           | Saint-Domingue             |        |
| Semi-marathon        | 1 h 15 min 47 s | Soranyi Rodríguez                                                                 | 29 octobre 2023  |                                           | Lucerne                    | [ 21 ] |
| Marathon             | 2 h 43 min 26 s | Soranyi Rodríguez                                                                 | 24 novembre 2019 |                                           | Santiago de los Caballeros |        |
| 100 m haies          | 12 s 77 (+1,8 m/s) | Lavonne Idlette                                                                   | 8 juin 2013      | Star Athletics Sprint Series              | Montverde                  | [ 22 ] |
| 400 m haies          | 57 s 08 A | Yolanda Osana                                                                     | 26 octobre 2011  | Jeux panaméricains                        | Guadalajara                | ,      |
| 3 000 m steeple      | 9 min 45 s 84 | María Mancebo                                                                     | 1er août 2014    | Championnats ibéro-américains             | São Paulo                  | [ 25 ] |
| Saut en hauteur      | 1,97 m | Juana Arrendel                                                                    | 2 décembre 2002  | Jeux d'Am. centrale et des Caraïbes       | San Salvador               |        |
| Saut à la perche     | 3,95 m | Alejandra Mota                                                                    | 15 mai 2021      |                                           | Pampelune                  |        |
| Saut en longueur     | 6,36 m (+1,2 m/s) | Flor Álvarez                                                                      | 28 avril 2018    | Grand Prix Ximena Restrepo                | Medellín                   |        |
| Triple saut          | 14,52 m (+0,5 m/s) | Ana José Tima                                                                     | 16 juillet 2022  | Championnats du monde                     | Eugene                     | [ 26 ] |
| Lancer du poids      | 18,14 m | Flor Vásquez                                                                      | 8 août 2003      | Jeux panaméricains                        | Saint-Domingue             |        |
| Lancer du disque     | 53,20 m | María Matos                                                                       | 10 mai 2009      | Championnats Ivy League                   | Philadelphie               |        |
| Lancer du marteau    | 62,72 m | Ludith Campos                                                                     | 6 juin 2024      | Championnats NCAA                         | Eugene                     | [ 27 ] |
| Lancer du javelot    | 54,29 m | Fresa Núñez                                                                       | 17 juillet 2011  | Champ. d'Am. centrale et des Caraïbes     | Mayagüez                   | ,      |
| Heptathlon           | 5 860 pts | Juana Castillo                                                                    | 27–28 mai 2006   | Championnats ibéro-américains             | Ponce                      |        |
| Heptathlon           | 14 s 10 (100 m haies), 1,66 m (hauteur), 13,09 m (poids), 25 s 07 (200 m) / 5,92 m (longueur), 43,64 m (javelot), 2 min 13 s 46 (800 m) |                                                                                   |                  |                                           |                            |        |
| 20 km marche (route) | 1 h 42 min 41 s | Andreina González                                                                 | 13 mai 2017      | Coupe panaméricaine de marche             | Lima                       | [ 30 ] |
| 4 × 100 m            | 43 s 28 | Équipe nationale Mariely Sánchez Fany Chalas Marleny Mejía Margarita Manzueta     | 18 août 2013     | Championnats du monde                     | Moscou                     | [ 31 ] |
| 4 × 400 m            | 3 min 30 s 02 | Équipe nationale Mariana Pérez Anabel Medina Franshina Martínez Marileidy Paulino | 7 juillet 2023   | Jeux d'Am. centrale et des Caraïbes       | San Salvador               | [ 32 ] |